# Diệt chủng người Herero và Namaqua
Diệt chủng người Herero và Namaqua là cuộc thanh lọc sắc tộc do người Đức tiến hành tại xứ thuộc địa Tây Nam Phi thuộc Đức đầu thế kỷ 20. Phương thức diệt chủng đã thực hiện là dồn nạn nhân vào sa mạc Namib, vây chặt không cho họ thoát ra và để cho họ chết vì đói khát.
Ngày 12 tháng 1 năm 1904, người Herero dưới sự lãnh đạo của Samuel Maharero đã nổi dậy chống lại sự đô hộ của đế quốc Đức. Đến tháng 8, tướng Đức Lothar von Trotha đã đánh bại cuộc khởi nghĩa này trong trận Waterberg, dồn nghĩa quân và gia tộc họ vào sa mạc Omaheke, vây chặt không cho họ thoát và để họ chết vì đói khát. Tháng 10 cùng năm, đến lượt người Nama cũng nổi dậy chống lại người Đức và cũng bị khủng bố theo cách tương tự.
Năm 1985, Báo cáo Whitaker của Liên Hợp Quốc đã coi hành động diệt chủng mà Đức tiến hành tại Tây Nam Phi đối với người Heroro và Namaqua là một trong những hành động diệt chủng đầu tiên của thế kỷ 20, xảy ra từ năm 1904 đến năm 1908. Tổng cộng, có khoảng 65 nghìn người Heroro (80% toàn bộ dân số Heroro) và 10 nghìn người Namaqua (50% dân số Namaqua) đã chết trong thời gian từ 1904 đến 1907.